# Flor do Sertão
Flor do Sertão est une ville brésilienne de l'ouest de l'État de Santa Catarina.

## Géographie
Flor do Sertão se situe par une latitude de 26° 46′ 39″ sud et par une longitude de 53° 20′ 51″ ouest, à une altitude de 302 mètres. Sa population était de 1 588 habitants au recensement de 2010. La municipalité s'étend sur 59 km2.
Elle fait partie de la microrégion de Chapecó, dans la mésorégion Ouest de Santa Catarina.

## Généralités
La dénomination de Flor do Sertão, selon les habitants les plus anciens, vient d'un arbre aux fleurs jaunes trouvé aux débuts de la colonisation au milieu de la forêt. Cet arbre était un ipé jaune, arbre qui devint le symbole de la municipalité.

## Villes voisines
Flor do Sertão est voisine des municipalités (municípios) suivantes :
- Descanso
- Iraceminha
- Maravilha
- Romelândia
- São Miguel da Boa Vista
- São Miguel do Oeste